# Alyssopsis
Alyssopsis je biljni rod iz porodice krstašica, smješten u tribus Alyssopsideae. Postoje dvije priznate vrste iz Zakavkazju, Irana i Srednje Azije

## Vrste
1. Alyssopsis mollis (Jacq.) O.E.Schulz
2. Alyssopsis trinervis Botsch. & Seifulin